# Ipse dixit

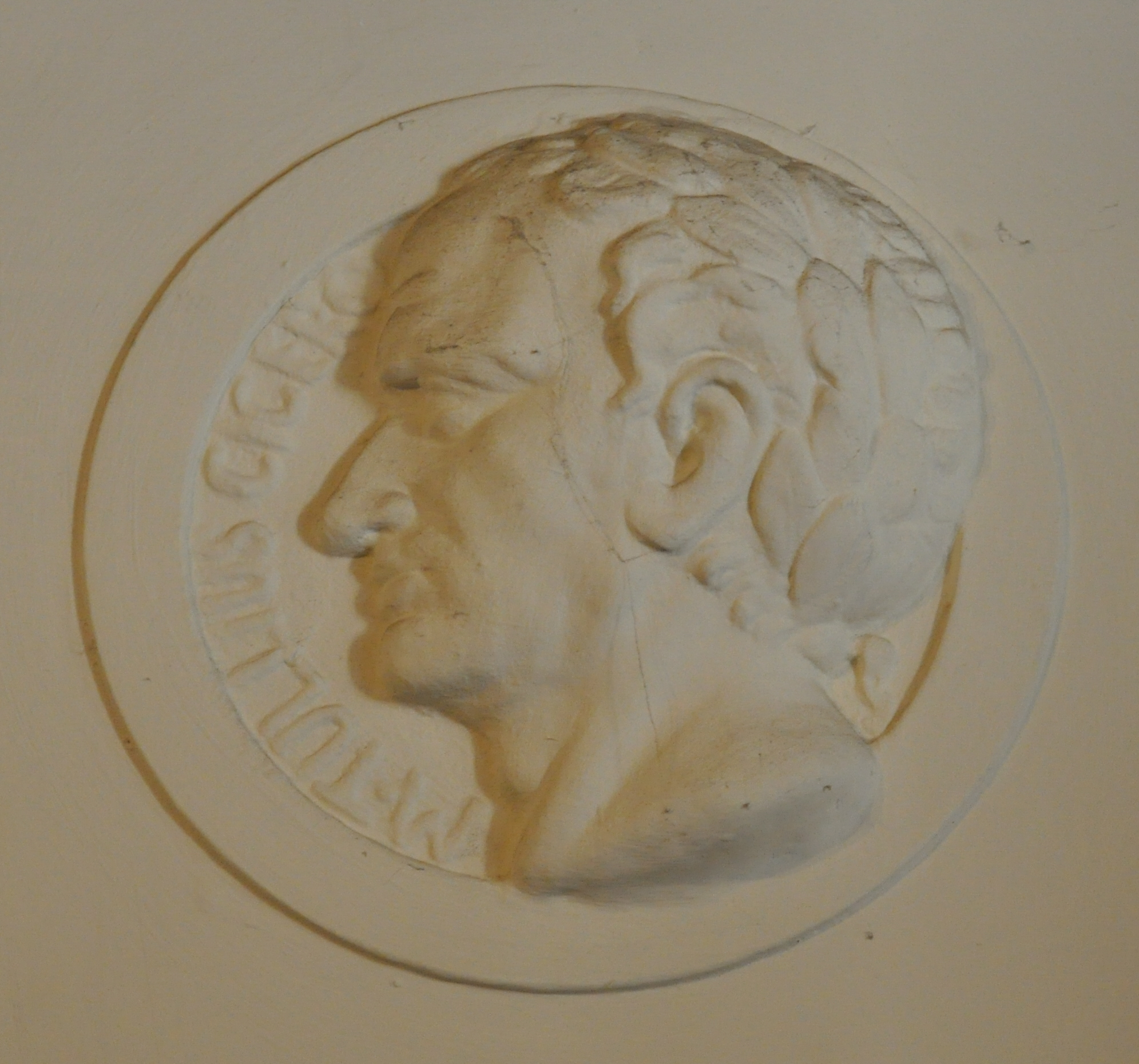
Цицерон — видатний давньоримський оратор і політик, у творі якого вперше зустрічається дана фраза

Ipse dixit (укр. Сам сказав) —  латинський крилатий вираз.
Вживається при посиланні на загальновизнаний авторитет у певній галузі, часто іронічно.
Вперше зустрічається в творі Цицерона «Про природу богів» (I, 5, 10). Згідно з ним, так учні грецького філософа
Піфагора пояснювали підставу всіх своїх тверджень.
У Середні століття  філософи-схоласти, які вважали вчення і авторитет  Арістотеля незаперечним, вживали цей вираз як вирішальний  аргумент.
Вираз зустрічається в латинському перекладі  Біблії  Вульгаті.

 32:8 Так боїться Господа вся земля, нехай тремтять перед Ним усі мешканці цілого світу, 

 32:9 бо Він сказав (лат. Ipse dixit), — і сталось, наказав, — і стало.